# Verhnie Husîne, Turka
Verhnie Husîne (în ucraineană Верхнє Гусине) este localitatea de reședință a comunei Verhnie Husîne din raionul Turka, regiunea Liov, Ucraina.

## Demografie
Componența lingvistică a localității Verhnie Husîne
     Ucraineană (100%)
Conform recensământului din 2001, toată populația localității Verhnie Husîne era vorbitoare de ucraineană (100%).